# Tristan Jeanne-Valès
Pour les articles homonymes, voir Valès.
Tristan Jeanne-Valès (né le 9 novembre 1954 à Boulogne-Billancourt et mort le 17 août 2022 à Caen) est un photographe français.
Il a principalement travaillé dans le domaine culturel, autant pour la presse internationale que pour des expositions de travail personnel : danse contemporaine, musiques du monde, portrait d'artistes. Il est l'auteur de plusieurs monographies.

## Biographie
Tristan Jeanne-Valès devient photographe en côtoyant flûtistes et violoneux dans les pubs des nuits irlandaises, c'était en 1978.
Dès le début des années quatre-vingt, il photographie – pour la presse et l’édition – les grands noms du théâtre et de la danse contemporaine, des auteurs (Eugène Ionesco, Valère Novarina...), des réalisateurs (Marcel Hanoun, Jean-Luc Godard...), des plasticiens (Keith Haring, Vladimir Veličković, Robert Combas...), des musiciens... Et suit pendant vingt-cinq ans le travail des principaux chorégraphes comme Régine Chopinot, Jean-Claude Gallotta, Karine Saporta, Josef Nadj ou encore Pina Bausch... ses photos sont diffusées jusqu'en 2006 par l'Agence Enguerand.
Il est aussi le photographe permanent, de 1980 à 2017, de la Comédie de Caen-Centre dramatique national de Normandie, d'abord avec Michel Dubois puis Éric Lacascade, Jean Lambert-Wild et Marcial Di Fonzo Bo. À partir de 2007, il photographie les créations théâtrales et calentures diverses de Jean Lambert-Wild et son personnage Gramblanc.
Il réalise de nombreux portraits d’écrivains (Raoul Vaneigem, Pierre Michon, Velibor Čolić, Claude Louis-Combet, Belinda Cannone...) actuellement diffusés par l’agence Opale.
En parallèle à ce travail d’agences – et sur des sujets plus personnels – il présente diverses expositions et publie une dizaine de livres, souvent en compagnie d’écrivains : Pierre Michon, Raoul Vaneigem, Christian Gattinoni ou Michel Onfray…
Il a également mené tout un travail documentaire sur les musiques traditionnelles dans de nombreux pays : l’Europe ‘’atlantique’’ (Irlande, Écosse, Bretagne, Portugal avec le Fado, Andalousie avec le Flamenco) puis dans divers pays des Balkans.
Repères :
1985 - Obtention de sa carte de presse.
Années 1985-2000 - Commandes et illustrations pour Libération et Le Monde.
Juin/Sept. 1985 - Photographe pour Le Mont Solaire, création Maget-Maget.
1990-1995 - Travail au long cours sur la baie du mont Saint Michel.
1991-1993 - Reportage sur les dernières années d'activité de la Société Métallurgique de Normandie (la SMN).
1997-2000 - Il participe aux Carnets de Bord organisés par Joël Hubaut et le Centre régional des Lettres de Basse-Normandie, il y photographie les grands noms de la Poésie Sonore (Bernard Heidsieck, Christophe Tarkos, Christian Prigent, Charles Pennequin...) et quelques inclassables (Jean-Jacques Lebel, Jean Dupuy...). Ces Carnets de Bord feront l'objet de quatre recueils publiés par les éditions Isoète et le CRL.
2004-2006 - À la demande du Bon Sauveur, établissement public de santé mentale, alors en pleine transformation, il travaille sur la mémoire des lieux et photographie sur les murs du site les graffitis/inscriptions de générations de patients.
2006 - Tournée des Alliances françaises en Chine, Malaisie, Vietnam, où il suit Jean-Claude Meurisse, pianiste-chanteur et Charlie Venturini, homme de théâtre. Il est responsable d’un Carnet de route internet, relayé en temps réel par le Mémorial de Caen. Même principe l'année suivante en Amérique Latine (Équateur, Brésil, Bolivie).
Octobre 2008 - À La Paz (Bolivie) exposition sur la danse contemporaine ainsi que résidence pour travailler sur les musiciens traditionnels.
Mai/Avril 2009 -  Sur ce même principe d’expo-résidence : Skopje (Macédoine du Nord) et Pristina (Kosovo).
Juin/Juillet 2012 - Six semaines en Amazonie péruvienne comme photographe de plateau sur le tournage d’Il était une forêt, documentaire de Luc Jacquet et Francis Hallé.
2013 - Vol en impesanteur dans l’Airbus A300 zéro-G pour photographier, en accord avec le CNES, une performance artistique de Jean Lambert-wild.
À partir de 2015 - Il mène un travail de réflexion et d’écriture sur ses photos d’archives, sous le titre ‘’les ombres portées – photographies et textes courts’’, que l’on retrouve sur le site : www.tristan-jeanne-vales.com

## Monographies
- Danse l’étreinte[3]. Textes de Christian Gattinoni. 60 photographies. Couleur et noir et blanc. Area éditeur. 2011.  (ISBN 978-2-8444-61-926).
- Le feu, les mains. Texte de Jean Canteins. Le travail de Patrick Pernel, potier. Portfolio signé, numéroté 1 à 200. Couverture sérigraphiée de Bernard Louvel. 30 photographies. Couleur. Éditions du Chameau 2008.  (ISBN 978-2-9525-7067-1)
- Mémoires Closes[4]. Préface de l’auteur. Graffitis sur les murs du Bon-Sauveur, hôpital psychiatrique. 48 photographies couleur. 2 noir et blanc. Éditions du Bout du Monde. 2006.  (ISBN 2-9523961-3-2)
- La dérive nord-atlantique. Postface de l’auteur. Musiciens d’Écosse, Irlande, Bretagne, Portugal, Andalousie. Catalogue d’exposition. 30 photographies. Noir et blanc. Édition Ville de Lorient. 2002.
- Phénix[5]. Texte de Pierre Michon. Évocation du mythe en 4 chapitres : traces, oxymores, envol, le temps. Avec la complicité d’Isabelle Le Guern et Blanca Li. Édition CRBN 2001.
- Irlande. Préface de Pierre Michon. 48 photographies. Noir et blanc. Édition Isoète. 1998.  (ISBN 2-905385-81-2)
- Le Mont Saint-Michel / La Baie. Préface de Boris Schreiber. 57 photographies. Noir et blanc. Le cherche midi éditeur. 1996.  (ISBN 2-86274-488-3)
- L’usine à feu / La SMN. Texte de Michel Onfray. La Société Métallurgique de Normandie (SMN) avant fermeture et démantèlement. 37 photographies. Noir et blanc. Édition du Moulin-Vieux. 1993.  (ISBN 2-11-081075-0)
- Planches contact. Préface de Jean-Pierre Sarrazac, annotations de Pierre Ballet-Baz, Daniel Besnehard et Michel Dubois. La Comédie de Caen, Centre dramatique national de Normandie : l’envers du décor. 81 photographies. Noir et blanc. Édition CDN. 1983.

## Ouvrages en collaboration
- Fièvres de clown. Textes de Catherine Lefeuvre et Jean Lambert-wild, interview mené par Jean-Pierre Han. 16 photographies. Couleur. Frictions, théâtres-écritures. 2019. ISSN 1298-5724
- Encre en mouvements, le grand vélaire. Textes de Darius, Véronique Sablery et Keiko Araï. 7 photographes. 23 photographies. Couleur. Éditions du Chameau. 2019.  (ISBN 978-2-917437-97-1)
- Pourquoi y a t-il…? Texte pour le théâtre de Claude Alexis. 20 photographies. Noir et blanc. Éditions du Chameau. 2016.  (ISBN 978-2-917437-74-2)
- Ces cris gravés. Préface manuscrite de Claude Louis-Combet, textes de Jean Lambert-Wild et Raoul Vaneigem. Dessins d’Yvonne Guégan. 40 photographies couleur, 3 noir et blanc. Éditions du Chameau. 2014.  (ISBN 978-2-917437-52-0)
- Il était une Forêt. D’après le film de Luc Jacquet et Francis Hallé. 8 photographes. 22 photographies. Couleur. Actes Sud. 2013.  (ISBN 978-2-330-02144-3)
- Régine Chopinot , chorégraphe. Textes de Jacques Baillon, Rosita Boasso et Hervé Gauville. 25 photographies. Noir et blanc. Édition Armand Colin. 1990.  (ISBN 2-200-37205-1)
- Caen quelque part...Caen comme ça. avec Bertrand de la Sayette, texte de François de Cornière. Édition L.O.F 1980.  (ISBN 2-7287-0408-2)

## Principales expositions
- Musique, musiques. Du monde.   Saint-Vaast la Hougue, 23e édition du festival Les Traversées de Tatihou, 2017
- Les ombres portées[6].   Galerie du théâtre d’Hérouville, 3e édition de Normandie Impressionniste, 2016. Galerie IGDA, Caen, 2017. Galerie du théâtre de l’Union, Limoges, 2018. (Interview France 3 disponible[7])
- Lusitaniens[8]. Église du Vieux Saint-Sauveur, Caen, Jeux équestres mondiaux, 2014.
- Grand choix à l’intérieur.  Galerie Joël Leloutre, Caen, 2011.
- Diptyques Skopje[9].  Artothèque de Caen. 6e Printemps balkanique. 2010.
- Danse l’Étreinte[10],[11],[12]. Alliances françaises de La Paz et Cochabamba (Boilvie), 2008. Institut Mémoires de l’édition contemporaine, IMEC-Caen, 2009. Musée de la Ville, Skopje (République de Macédoine), 2009, Théâtre National, Pristina (Kososvo), 2009. Maison des Arts de Créteil (expo collective), 2014. Galerie Belle Rive/Karine Saporta, Ouistreham, (expo collective), 2022. Galerie Kage, Caen, 2022.
- Reșița, ville roumaine. Scriptorium de l'Hôtel de Ville, Caen, 2008.
- Le feu, les mains. Musée Quesnel Morinière, Coutances, 2008.
- Mémoires Closes.  Centre hospitalier spécialisé Le Bon-Sauveur, Caen, 2005. Institut Mémoires de l’édition contemporaine, IMEC-Caen, 2006.
- Phénix[13]. Musée des Beaux-Arts, Caen, 2000. Institut français de Thessalonique (Grèce), 2005. Galerie municipale, Sofia (Bulgarie), 2006. Wharf, Centre régional d’art contemporain, Hérouville Saint-Clair, 2014.
- L’Usine à Feu / La SMN. Conseil régional de Basse-Normandie, 1993. École des Beaux-Arts, Cherbourg, 1994. Centre régional de la photographie, Rouen, 1994. Musée de Normandie, 2014.